# 维岑多夫
维岑多夫是德国下萨克森州的一个市镇。总面积106.89平方公里，总人口4022人，其中男性2014人，女性2008人（2011年12月31日），人口密度38人/平方公里。